# Stehlík
Stehlík je české „rodové“ jméno pro tři nijak zvlášť příbuzné druhy pěnkavovitých ptáků. V Česku žije pouze stehlík obecný. Jemu nejpříbuznější druhy jsou pravděpodobně zvonohlík citrónový (Carduelis citrinella = Serinus citrinella) a zvonohlík korsický (Carduelis corsicanus = Serinus corsicanus), všechny tři se řadí k sobě do podrodu Carduelis. Stehlík dlaskovitý (Rhynchostruthus socotranus) je možná blízce příbuzný rodu Carduelis.

## Ikonografie a příjmení
V ikonografii je stehlík symbolem Kristova utrpení, protože podle legendy vytrhával Kristu z čela ostny z trnové koruny. Takto je k vidění například na obrazu Madony z Veveří. Stehlík je také poměrně časté příjmení (stejně tak německy jako Stieglitz).

## Druhy
- stehlík obecný (Carduelis carduelis)
- stehlík oranžovozobý (Linurgus olivaceus)
- stehlík dlaskovitý (Rhynchostruthus socotranus)